# Dějiny Kopřivnice
Dějiny města Kopřivnice jsou spojeny s rozvoje podniku Tatra Kopřivnice, sahají však až do dávných dob.

## Nejstarší období
První stopy osídlení vedou až do starší doby kamenné. V nedalekém městě Štramberk se nachází jeskyně Šipka, která je nalezištěm kostí a stop osídlení, které je datováno až do doby 40 000 let př. n. l. U vodního pramene, který se nachází v západní části severního svahu Červeného kamene, bylo objeveno keltské sídliště z 2. st. př. n. l., pojmenované po zdejším prameni bezejmenného potůčku, Šutyrova studánka. Toto místo se nachází na území města Kopřivnice.

## Středověk

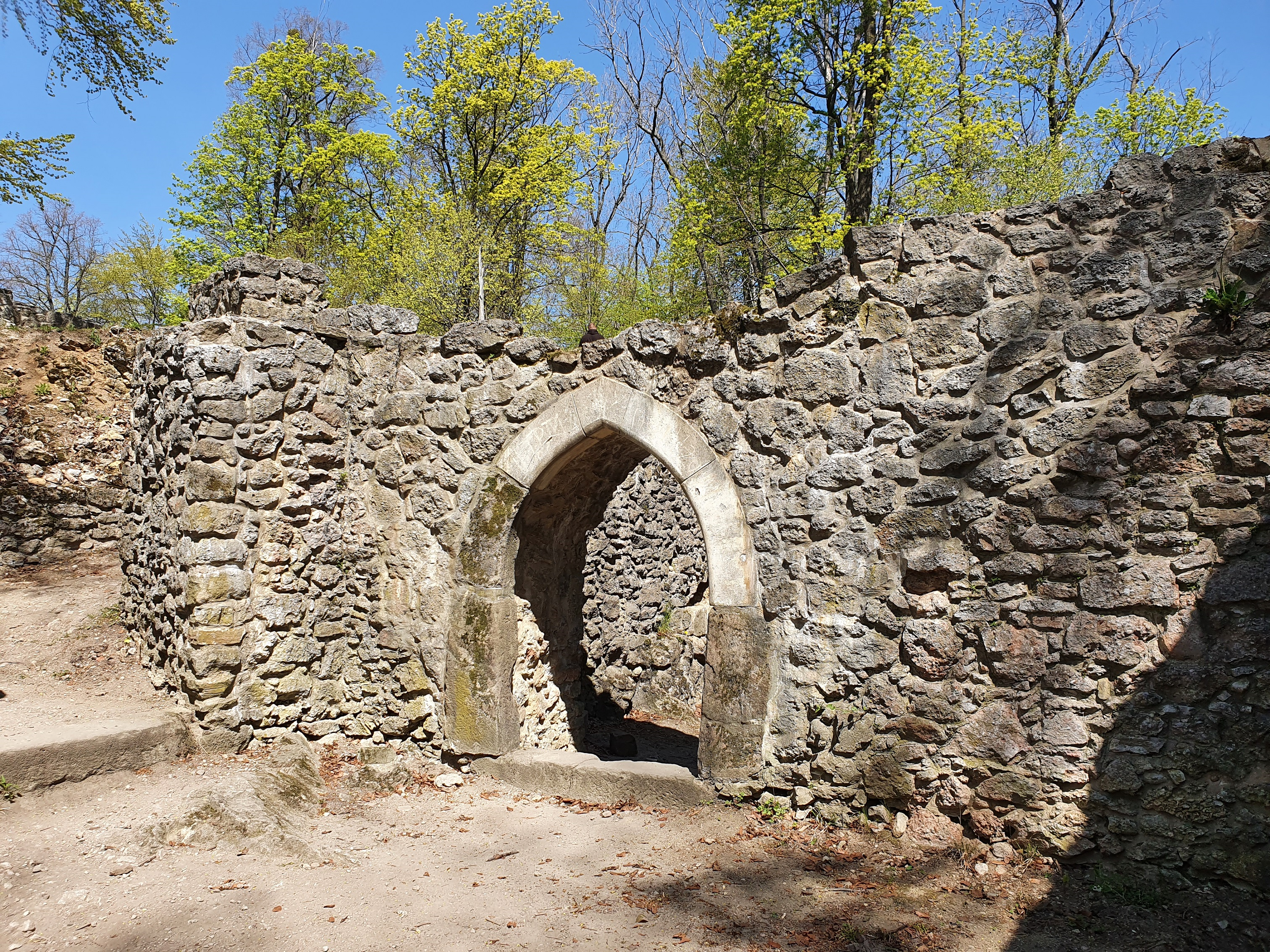
Zřícenina hradu Šostýn

Asi v polovině 13. století založil olomoucký biskup Bruno ze Schaumburku hrad Šostýn, z něhož se dochovala do současné doby pouze zřícenina. V téže době se pod ním je datován vznik vsi Kopřivnice. V roce 1567 zde vznikl dřevěný kostel a původní dřevěná budova starého fojtství, která byla ve století osmnáctém nakonec zbořena; z celého areálu se dochoval pouze starý hřbitov. Kostel měl kazetový strop a původně trojdílný oltář, který je zachován ve sbírkách Moravské galerie, ale dlouhodobě vystaven v Muzeu fojtství. Na hřbitově okolo něj jsou dochovány objekty, jako opukový kříž Ignáce Rašky (nyní v muzeu), umělecké hrobky zakladatelů kopřivnického průmyslu, hroby fojtů a dva pískovcové napoleonské kříže. Hřbitov je chráněn státní památkovou péčí.
Z další historie Kopřivnice je doloženo datum 5. října 1621, kdy obec přepadli vzbouření Valaši pod vedením rytíře Jana Adama z Víckova a vydrancovali ji. V červnu roku 1695 došlo v Kopřivnici k selskému povstání. 
Početné války s Tureckem a Pruskem, které Habsburská monarchie vedla, se podepisovaly na obecních rozpočtech po celém mocnářství. V závěru 17. a v polovině 18. století tvořily většinu výdajů, které obec Kopřivnice ve svém rozpočtu měla. Docházelo proto k četným povstáním a bouřím. 

## Moderní doba
Roku 1812 založil Ignác Raška továrnu na keramické zboží, kterou pak rozšířil jeho syn Jan Raška, vnuk Adolf Raška a pravnuk Adolf Raška mladší. Start továrny probíhal velmi pozvolna, neboť se kameninové výrobky zprvu nedařilo vyrábět v dostatečné kvalitě. V roce 1833 již ale vyráběla řadu druhů nádobí a zaměstnávala okolo třiceti lidí. Většina pracovníků byli místní, někteří odborní dělníci ale byli Němci. Podnik položil základy pro budoucí zprůmyslnění vsi a její rozvoj směrem k modernímu městu.
Roku 1820 byla vystavěna první zděná škola, ve které se začalo vyučovat ale až v roce 1867.
Po revolučním roce 1848 a politických změnách v Rakousku se stala Kopřivnice administrativně součástí politického okresu Nový Jičín a soudního okresu Příbor. Samotné město získalo svůj obecní výbor (zastupitelstvo), představenstvo (rada města) a starostu, kteří tvořili základ samosprávy Kopřivnice. Mimo toho ale získali někteří občané, kteří platili značnou část daní do obecního rozpočtu, právo zasedat v kopřivnickém zastupitelstvu, aniž by byli zvoleni. Tím bylo možné, aby vlivní lidé a zástupci velkých podniků mohli ovlivňovat rozvoj města.
Roku 1850 Ignác Šustala také založil továrnu na kočáry. Ta postupně odstartovala rozvoj obce. Počet obyvatel obce tehdy překročil už čtyři tisíce. V roce 1900 byla otevřena druhá škola s českým vyučovacím jazykem, v téže době byla zprovozněna i škola německá. Otevřena byla i první pošta, záložna a v závěru 60. let 19. století i fara. Od roku 1881 měla obec napojení i na železniční síť, a to ze Studénky. Největší nárůst obyvatelstva se uskutečnil především na přelomu 19. a 20. století. O dva roky později získala obec i vlastní telegrafní spojení a v roce 1885 zde byla zprovozněna i hasičská zbrojnice.
Sestěhovávání obyvatelstva z okolních vesnic do města změnilo i národnostní strukturu Kopřivnice. Ještě okolo roku 1880 zde žilo jen několik desítek Němců, o třicet let později představovali již téměř čtvrtinu obyvatelstva. 
Továrna na výrobu kočárů byla hlavním tahounem hospodářského rozvoje Kopřivnice. Zatímco v roce 1853 vyrobila pouhých 34 vozů, v 70. letech 19. století to bylo již přes tisíc vozů a do první světové války vyjelo z jejich bran na sto padesát tisíc různých vozidel. Počet dělníků továrny překročil v 60. letech stovku. Roku 1882 jej Šustala rozšířil i o závod na výrobu vagonů.

## 20. století

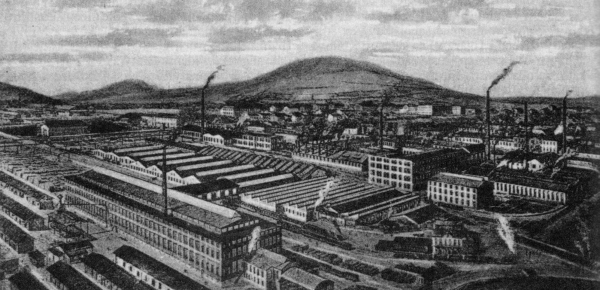
Kopřivnice v roce 1910

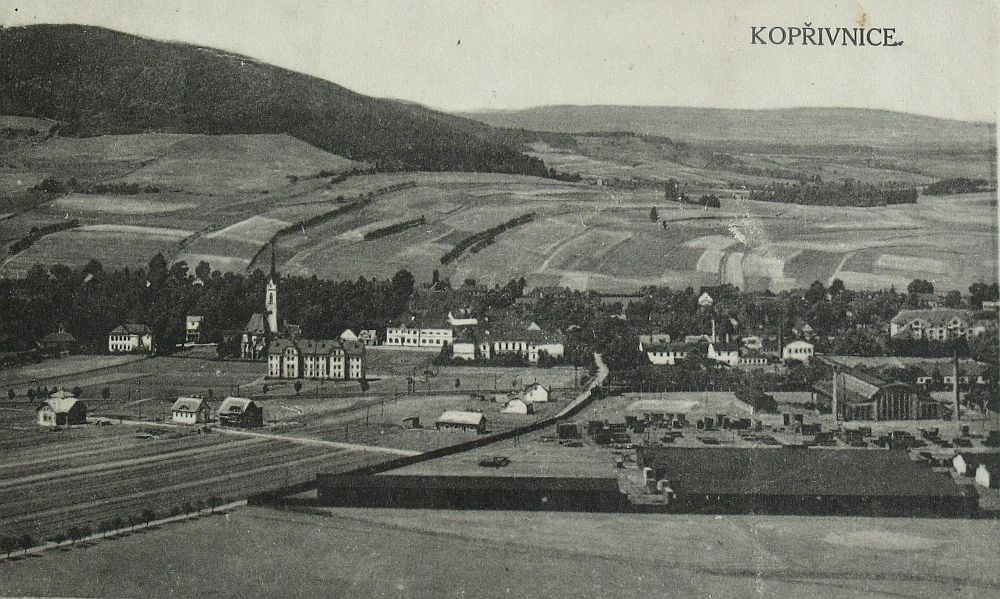
Historický pohled na město

V květnu 1907 přednesl v přeplněném sále Amerika v Kopřivnici svůj první předvolební projev profesor Tomáš Masaryk. V tomto roce a opětovně 1911 byl Masaryk zvolen poslancem vídeňské Říšské rady a přijal udělené čestné občanství Kopřivnice. Roku 1910 byla Kopřivnice povýšena na městys.
Po vypuknutí první světové války byli občané města Kopřivnice částečně mobilizováni v různých vlnách do rakousko-uherské armády a jednotek domobrany. V budově pozdějšího závodního hotelu Tatry Kopřivnice byly prováděny odvody vojáků. Postupně s průběhem války se zhoršovalo zásobování potravinami, které vedlo k nespokojenosti a nakonec k hladovým bouřím.  Továrna byla přeorientována na vojenskou výrobu; namísto automobilů a železničních vagonů vyráběla polní kuchyně a vojenské lazarety. Vztahy mezi Čechy a Němci byly v období války problematické. Německé obyvatelstvo města pořádalo vlastní společenské akce (tzv. Blumentagy, květinové dny), kterých se obyvatelé české národnosti neučastnili, předně proto, že akce podporovaly rakousko-uherskou armádu a její boj, který Češi kritizovali. Češi naopak založili organizaci s názvem České srdce, která měla za cíl péči o české děti, které přišly během války o své rodiče, nebo jiným způsobem strádaly. Činnost organizace se však začala postupně rozšiřovat i o obrodnou činnost a o přípravu podmínek pro vznik československého státu a odtržení od Rakousko-Uherska. Problematické zásobování a horší podmínky obyvatel vedly k znepokojení nejen mezi českým, ale později i mezi německým obyvatelstvem.
Přestože řada obyvatel města byla německé národnosti, proběhlo vyhlášení první republiky dne 28. října 1918 poměrně poklidně. České obyvatelstvo oslavovalo vznik státu; nová moc převzala podnik Tatra Kopřivnice a nechala vyvést původní správce podniku. Dne 8. listopadu 1918 byla v Kopřivnici zasazena Lípa svobody a před Vánoci téhož roku město ještě navštívil opětovně prezident Tomáš Garrigue Masaryk.
V roce 1919 se v Kopřivnici uskutečnily protestní akce proti rozdělení Těšínska mezi Polsko a Československou republiku. O rok později požádala Rada městysu novou republiku o povýšení na město, nicméně neúspěšně.

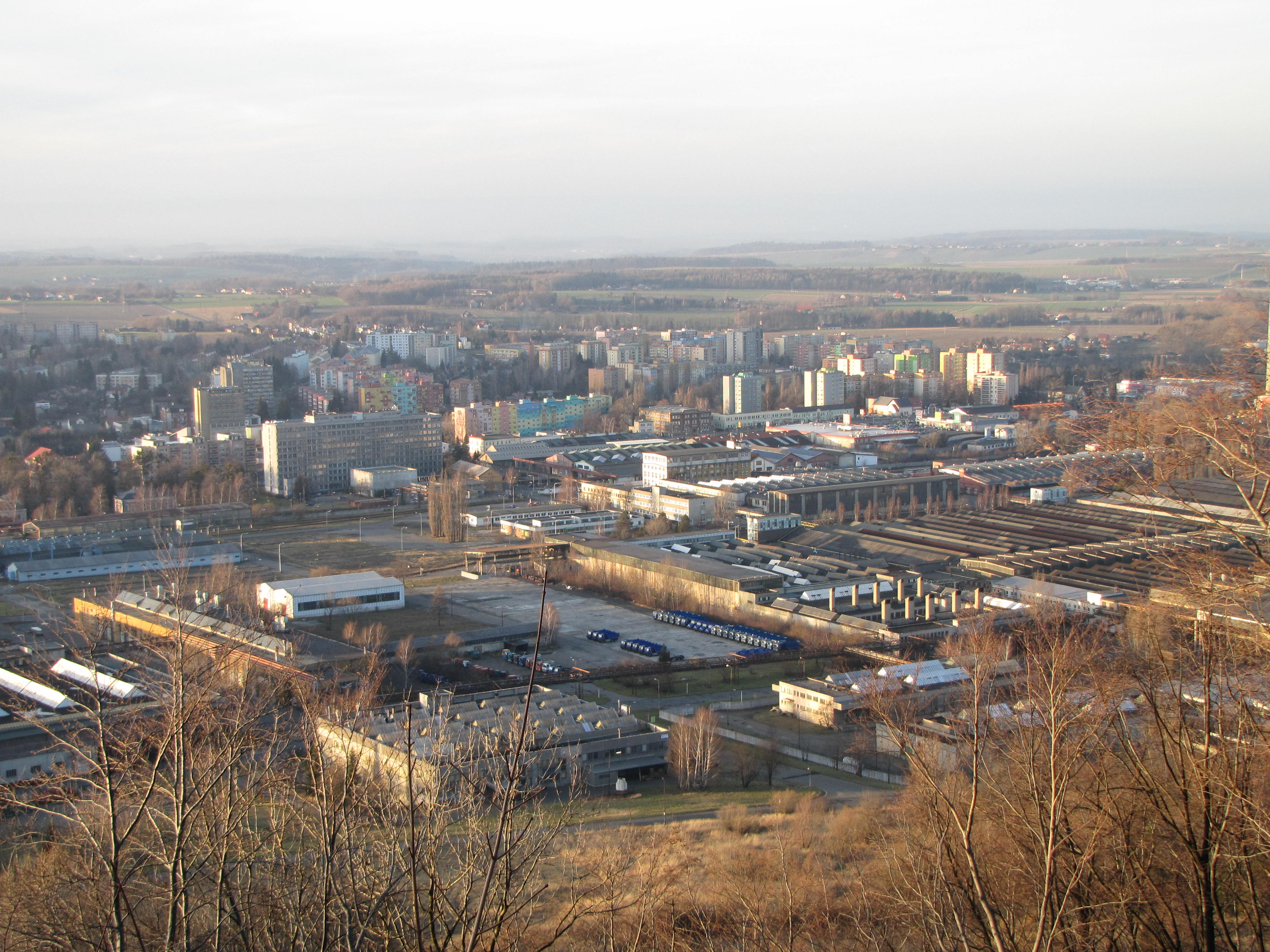
Pohled na Kopřivnici z Bezručovy vyhlídky.

V souvislosti s Mnichovskou dohodou bylo rozhodnuto o odstoupení československého pohraničí s převážně německým obyvatelstvem. Kopřivnice byla odstoupena s celým Novojičínskem rovněž. Nacházela se však na nové německé hranici se zmenšeným Československem; ta procházela v blízkosti plotu kopřivnické továrny. Většinově české obyvatelstvo proti německé nadvládě protestovalo; dělníci továrny Tatra Kopřivnice byli posláni na nucenou dovolenou. Zrušeny byly české školy a místní sokolovna; v prostorách Katolické besedy byla zřízena kancelář místní organizace strany NSDAP. Používán byl výhradně německý název Nesselsdorf. 
Město bylo osvobozeno Rudou armádou dne 6. května 1945. 
Status městyse byl Kopřivnici změněn na město vládou Československé republiky v roce 1948. Slavnostní akt povýšení se uskutečnil nejen za místních politických představitelů a zástupců Okresního národního výboru (Okresního úřadu) v Novém Jičíně, ale vystoupil také i olympijský sportovec Emil Zátopek. V té době mělo město 5000 obyvatel.
V roce 1950 překročil počet obyvatel Kopřivnice 6000 lidí. V polovině 70. let byl realizován rozsáhlý plán přestavby města, kdy vzniklo nové centrum s pěší zónou, hotelem Tatra a kulturním centrem a kinem.
K 1. lednu 1967 byl Kopřivnici udělen městský znak a 15. července 1992 i vlajka města.